# فلاديمير ديكانوزوف
فلاديمير جورجيفيتش ديكانوزوف (ديكانوزيفيلي) (روسي: Влади́мир Гео́ргиевич Декано́зов (Деканозишви́ли)) (يونيو 1898 - 23 ديسمبر 1953) من أمن الدولة السوفيتية وعامل دبلوماسي.

## نشأته
فلاديمير ديكانوزوف (ديكانوزيفيلي) ولد في عائلة جيورجي ديكانوزيفيلي، مؤسس حزب الاشتراكيين الفيدراليين الجورجيين.

## روابط خارجية
- فلاديمير ديكانوزوف على موقع مونزينجر (الألمانية)